# Nomada maculicornis
Nomada maculicornis là một loài Hymenoptera trong họ Apidae. Loài này được Pérez mô tả khoa học năm 1884.